# Monohelea inflativena
Monohelea inflativena är en tvåvingeart som beskrevs av Tokunaga 1962. Monohelea inflativena ingår i släktet Monohelea och familjen svidknott. Inga underarter finns listade i Catalogue of Life.